# Port lotniczy Dili
Port lotniczy Dili (port. Aeroporto Internacional Presidente Nicolau Lobato) (IATA: DIL, ICAO: WPDL) – międzynarodowy port lotniczy położony w Dili, stolicy Timoru Wschodniego. Jest największym portem lotniczym w Timorze Wschodnim. Lotnisko zostało nazwana po Nicolau dos Reis Lobato, polityku Timoru Wschodniego i bohaterze narodowym.
Do niedawna pas startowy lotniska Dili nie był w stanie pomieścić większych samolotów niż Boeing 737 lub C-130 Hercules, ale w styczniu 2008 roku portugalska czarterowa linia lotnicza EuroAtlantic Airways obsłużyła bezpośredni lot z Lizbony przy użyciu Boeinga 757, przewożąc 140 członków Guarda Nacional Republicana.
Pod rządami Portugalii Port lotniczy Baucau, który ma znacznie dłuższy pas startowy, był używany do lotów międzynarodowych, ale po indonezyjskiej inwazji w 1975 został przejęty przez wojsko indonezyjskie i zamknięte dla ruchu cywilnego.
Lotnisko zostało umieszczony pod kontrolą Australian Defence Force podczas operacji Astute w maju 2006.

## Linie lotnicze i połączenia
- Airnorth (Darwin)
- Batavia Air (Denpasar/Bali)
- Merpati Nusantara Airlines (Denpasar/Bali)
- Silkair (Singapur)
- Timor Air (Darwin)